# Slitsfoting
Slitsfoting (Paraspirobolus lucifugus) är en mångfotingart som först beskrevs av Paul Gervais 1836.  Slitsfoting ingår i släktet Paraspirobolus och familjen slitsdubbelfotingar. Arten har ej påträffats i Sverige. Inga underarter finns listade i Catalogue of Life.